# Saint-Thomas-de-Courceriers
Saint-Thomas-de-Courceriers est une commune française, située dans le département de la Mayenne en région Pays de la Loire, peuplée de 162 habitants.
La commune fait partie de la province historique du Maine, et se situe dans le Bas-Maine.

## Géographie

### Climat
Pour des articles plus généraux, voir Climat des Pays de la Loire et Climat de la Mayenne.
En 2010, le climat de la commune est de type climat océanique altéré, selon une étude du CNRS s'appuyant sur une série de données couvrant la période 1971-2000. En 2020, Météo-France publie une typologie des climats de la France métropolitaine dans laquelle la commune est exposée à un climat océanique et est dans la région climatique  Moyenne vallée de la Loire, caractérisée par une bonne insolation (1 850 h/an) et un été peu pluvieux. 
Pour la période 1971-2000, la température annuelle moyenne est de 10,4 °C, avec une amplitude thermique annuelle de 14,1 °C. Le cumul annuel moyen de précipitations est de 855 mm, avec 12,9 jours de précipitations en janvier et 7,5 jours en juillet. Pour la période 1991-2020, la température moyenne annuelle observée sur la station météorologique de Météo-France la plus proche, sur la commune de Rouessé-Vassé à 14 km à vol d'oiseau, est de 11,7 °C et le cumul annuel moyen de précipitations est de 806,9 mm,. Pour l'avenir, les paramètres climatiques de la commune estimés pour 2050 selon différents scénarios d'émission de gaz à effet de serre sont consultables sur un site dédié publié par Météo-France en novembre 2022.

## Urbanisme

### Typologie
Au 1er janvier 2024, Saint-Thomas-de-Courceriers est catégorisée commune rurale à habitat très dispersé, selon la nouvelle grille communale de densité à sept niveaux définie par l'Insee en 2022.
Elle est située hors unité urbaine et hors attraction des villes,.

### Occupation des sols
L'occupation des sols de la commune, telle qu'elle ressort de la base de données européenne d’occupation biophysique des sols Corine Land Cover (CLC), est marquée par l'importance des territoires agricoles (100 % en 2018), une proportion identique à celle de 1990 (100 %). La répartition détaillée en 2018 est la suivante : 
prairies (46,3 %), terres arables (43,6 %), zones agricoles hétérogènes (10,1 %). L'évolution de l’occupation des sols de la commune et de ses infrastructures peut être observée sur les différentes représentations cartographiques du territoire : la carte de Cassini (XVIIIe siècle), la carte d'état-major (1820-1866) et les cartes ou photos aériennes de l'IGN pour la période actuelle (1950 à aujourd'hui).

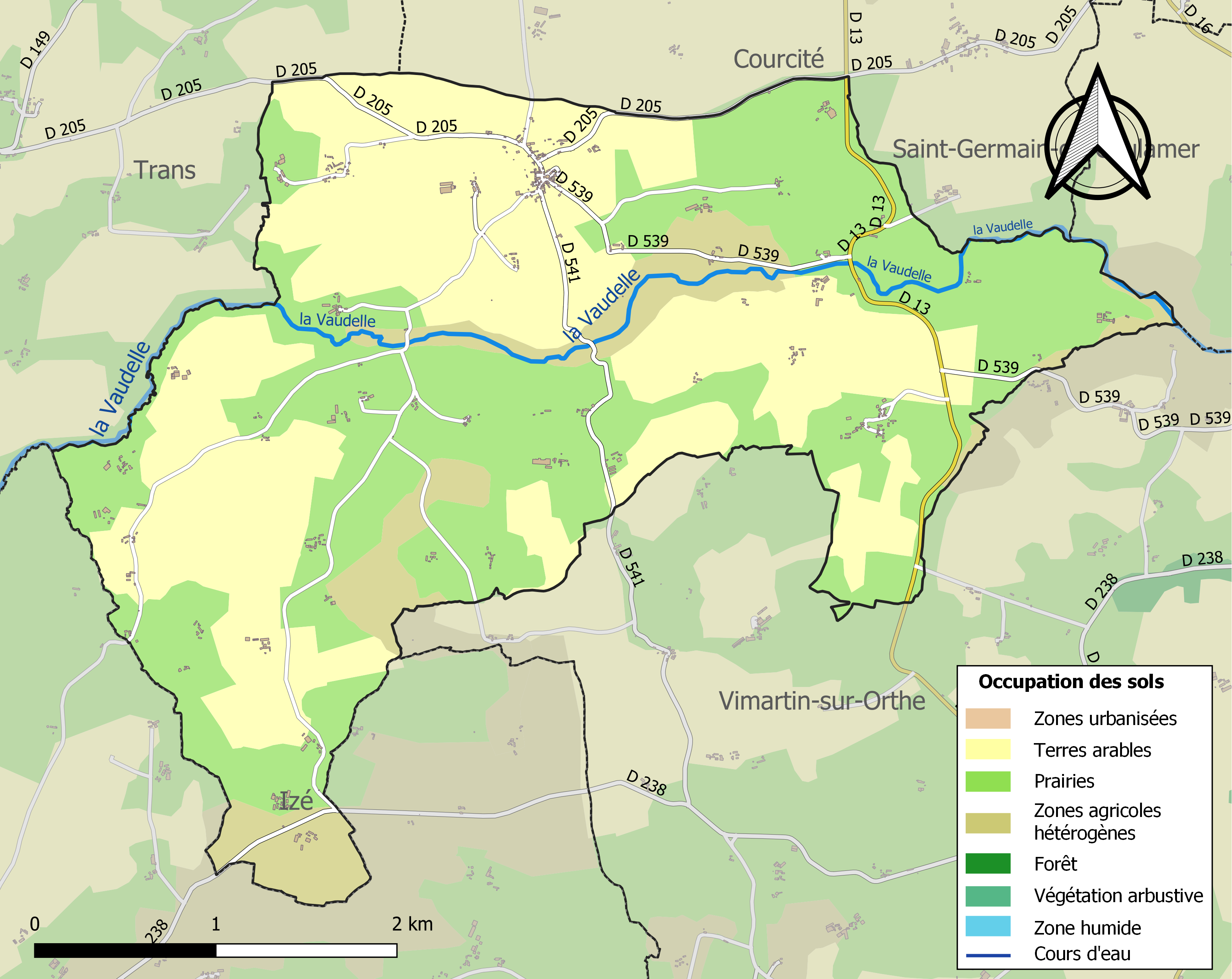
Carte des infrastructures et de l'occupation des sols de la commune en 2018 (CLC).

## Toponymie
Selon l'abbé Angot, en 1219, la paroisse est connue comme Parrochia de Corcesiers. La forme varie ensuite. En 1312 c'est la paroisse de Courcezies. Au XIVe siècle, il s'agit de l'Ecclesia de Courcesiers. Au XVe siècle, deux formes sont connues : Saint Thomas de Courceriers et Ecclesia de Curia Cesaris. Au XVIe siècle, la commune est citée de 3 manières différentes : Sanctus Thomas de Curiacesaris, le bourg de Saint Thomas, Saint Thomas de Coursilliers. En 1689, c'est simplement Courcelliers. Enfin sur la carte de Cassini, l'endroit est nommé Saint Thomas de Courceriers.

## Histoire
La commune est liée aux seigneurs de Courceriers avec leur château. C'est une famille de chevaliers. Elle est connue sous plusieurs noms (liés à celui du fief) : Caria Cesaris, de Curcessiers,  de Corcesei, de Corceseis, de Corsesiers, de Courcerieux, de Corcier, de Corcessers, etc. Les armoiries de la famille sont : de gueules à 3 quintefeuilles d'or 1 et 2. Par ailleurs, la famille possédait de nombreux fiefs aux alentours : Asseil (Ballots), Ballée (Grez-en-Bouère), la Bigeotière (Bourg-d'Iré), Cangen (Laigné), Casrouge (Saint-Germain-de-la-Coudre), etc. Le fief de Courceriers dépendait de Mayenne.
Le premier seigneur connu par les écrits est Gervais de Courceriers qui semble avoir vu le jour au milieu du XIIe siècle et qui est décédé probablement en 1218.  
En 1789, le cahier de doléances de la commune ne porte que sur la réduction d'impôts.

## Démographie
L'évolution du nombre d'habitants est connue à travers les recensements de la population effectués dans la commune depuis 1793. Pour les communes de moins de 10 000 habitants, une enquête de recensement portant sur toute la population est réalisée tous les cinq ans, les populations de référence des années intermédiaires étant quant à elles estimées par interpolation ou extrapolation. Pour la commune, le premier recensement exhaustif entrant dans le cadre du nouveau dispositif a été réalisé en 2004.
En 2022, la commune comptait 162 habitants, en évolution de −15,18 % par rapport à 2016 (Mayenne : −0,73 %, France hors Mayotte : +2,11 %).
| 1793 | 1800 | 1806 | 1821 | 1831 | 1836  | 1841  | 1846 | 1851  |
| ---- | ---- | ---- | ---- | ---- | ----- | ----- | ---- | ----- |
| 788  | 854  | 906  | 934  | 995  | 1 004 | 1 004 | 992  | 1 009 |

| 1856 | 1861 | 1866 | 1872 | 1876 | 1881 | 1886 | 1891 | 1896 |
| ---- | ---- | ---- | ---- | ---- | ---- | ---- | ---- | ---- |
| 998  | 936  | 914  | 919  | 936  | 936  | 867  | 825  | 744  |

| 1901 | 1906 | 1911 | 1921 | 1926 | 1931 | 1936 | 1946 | 1954 |
| ---- | ---- | ---- | ---- | ---- | ---- | ---- | ---- | ---- |
| 738  | 790  | 796  | 683  | 637  | 570  | 553  | 523  | 525  |

| 1962 | 1968 | 1975 | 1982 | 1990 | 1999 | 2004 | 2006 | 2009 |
| ---- | ---- | ---- | ---- | ---- | ---- | ---- | ---- | ---- |
| 446  | 374  | 327  | 288  | 249  | 246  | 223  | 223  | 230  |

| 2014 | 2019 | 2022 | - | - | - | - | - | - |
| ---- | ---- | ---- | - | - | - | - | - | - |
| 193  | 172  | 162  | - | - | - | - | - | - |

## Lieux et monuments
- Le château de Courceriers.
- Ancien château de la Corbière.

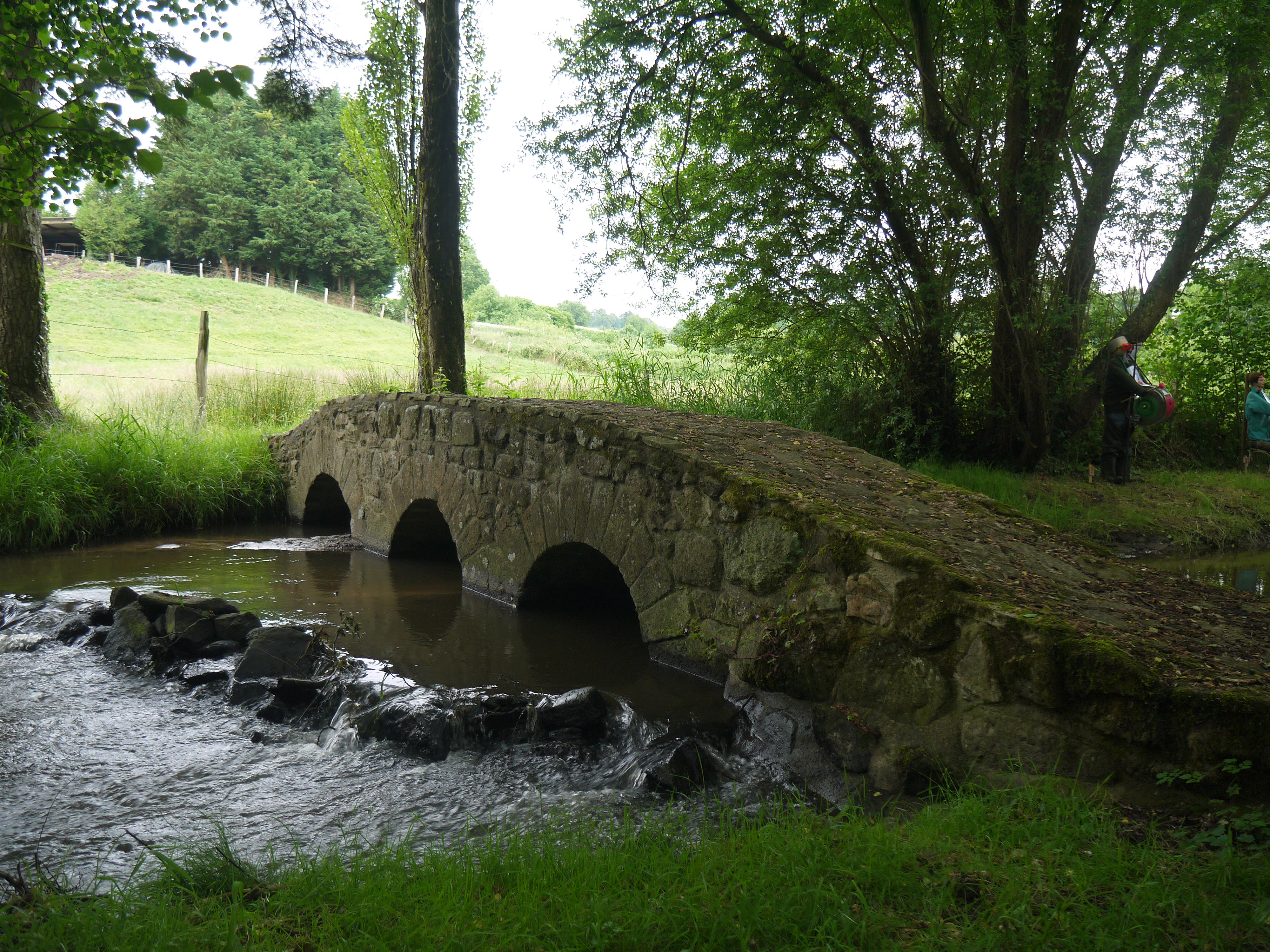
Le pont romain.

- L'allée couverte des Bonnes Dames.
- Le menhir de la Petite Thébauderie.
- La pierre longue de Lèverie.
- Le pont romain, non loin du château.
- L'église Saint-Thomas, qui abrite une relique de sainte Anne.
- La maison de la Grande-Cour, présentant des décors sculptés du XVe siècle.
- Le lavoir.
- Les fours à chanvre.

## Personnalités liées à la commune
- André Sablé (né en 1921 à Saint-Thomas-de-Courceriers), peintre et sculpteur.

## Héraldique
| Blason de Saint-Thomas-de-Courceriers | Blason  | D’azur à une équerre d’argent, posée en barre ; au chef bastillé de trois pièces et deux demies d’or, chargé de trois roses de gueules. |
| Blason de Saint-Thomas-de-Courceriers | Détails | L’azur indique la présence de la Vaudelle, rivière qui traverse le territoire communal. L’équerre est la symbolique choisie dans l’iconographie chrétienne pour représenter Thomas. Elle vient donc rappeler le saint patron du village. Le chef est aux couleurs du seigneur de Cortène qui possédait Courceriers au XIIe siècle. La reprise intégrale du blason de seigneur étant formellement interdite, il suffit d’en emprunter un ou plusieurs éléments. Le chef est bastillé pour représenter des créneaux symbolisant ainsi les restes fortifiés de la commune. Les ornements sont deux gerbes de blé d’or, mises en sautoir par la pointe et liées d’azur afin d’honorer l’activité agricole de la commune. Le listel d'argent porte le nom de la commune en lettres majuscules de sable. La couronne de tours dit que l’écu est celui d’une commune ; elle n’a rien à voir avec des fortifications. Le statut officiel du blason reste à déterminer. |